# Архитектура Тегерана
Тегеран основан в 6 тысячелетии до н.э. Столица Ирана с 1795 года. Современная городская планировка принята в 1920-е - 1930-е годы. До этого город имел радиально-кольцевую структуру с узкими улицами и нагромождёнными практически друг на друга небольшими зданиями. Единственными крупными сооружениями того времени были несколько дворцов и мечети. Старая городская застройка сохранилась в некоторых районах на юге Тегерана.
В начале XX века на севере Тегерана, в районе Шемиран, были выстроены дворцы Саадабад и Ниаваран.
Немалый вклад в развитие Тегерана внесли русские архитекторы. Ими были построены здания железнодорожного вокзала, министерства обороны, министерства юстиции, главпочтамта и некоторые другие.
Большую модернизацию город пережил в 1970-х годах во время празднования 2500-летия иранской монархии. В 1971 году была построена Башня «Свобода» (Азади), остающаяся западными «воротами» в Тегеран и главным символом иранской столицы.
После Исламской революции 1979 года город начал застраиваться как никогда быстро. Лицом центрального Тегерана стал массив безликих серых зданий, возводившихся без генплана. В то же время в престижных северных кварталах, ближе к хребту Точал, сохраняется преимущественно коттеджная и индивидуальная застройка.
В последние годы в Тегеране проводится масштабная реорганизация автодорожной сети. Широкие магистрали проходят через Тегеран, в некоторых местах «уходя» под землю. Имеется большое количество многоярусных транспортных развязок.

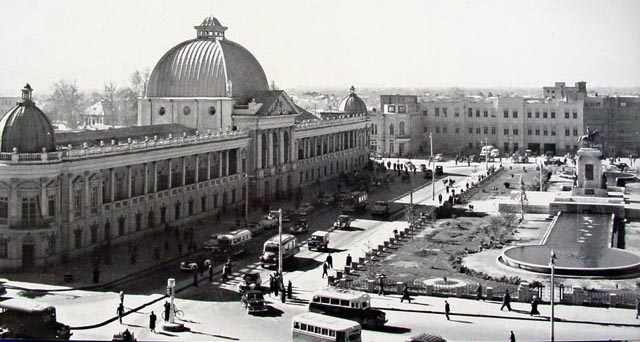
Площадь Тупхане
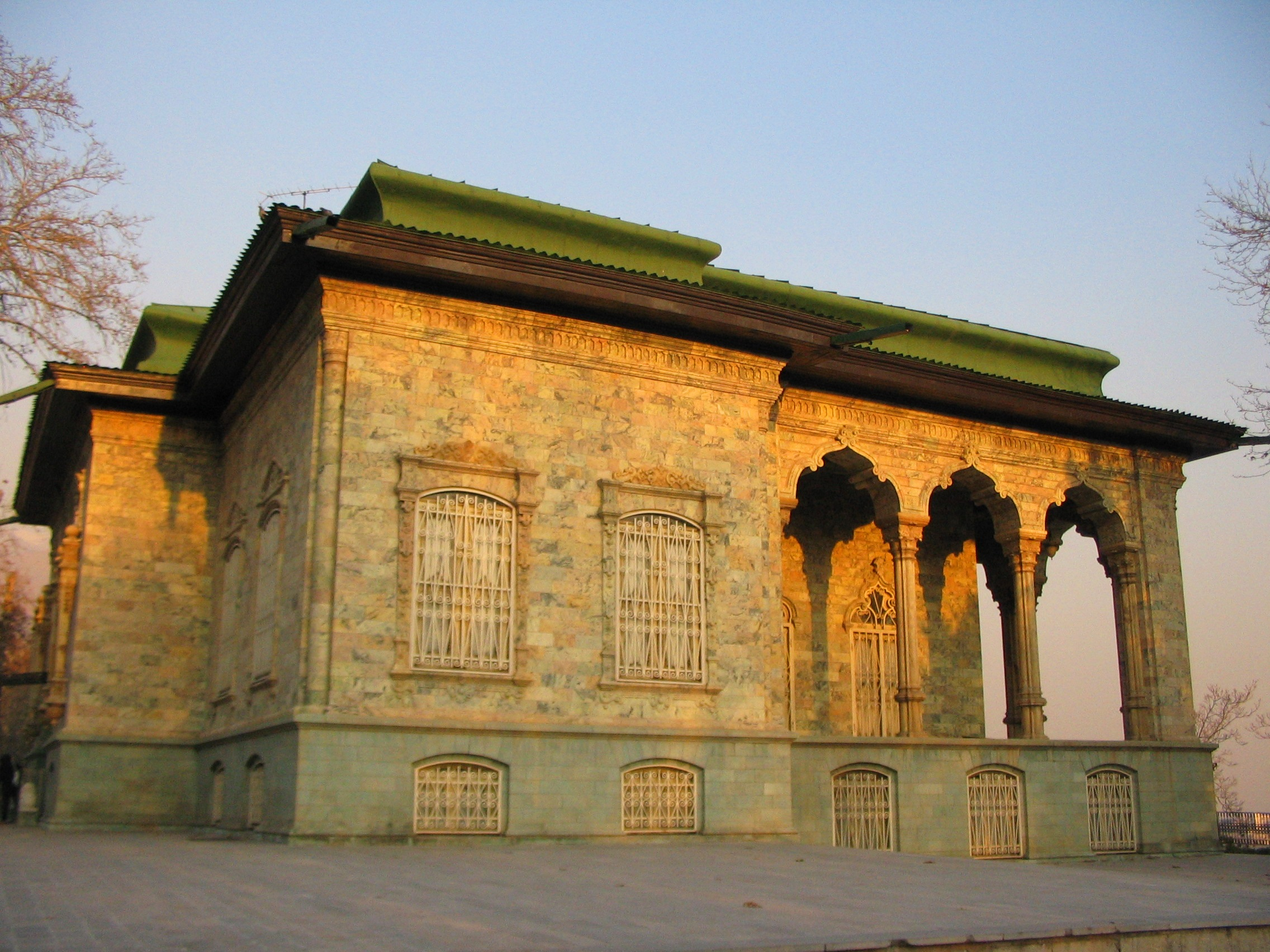
Зелёный дворец
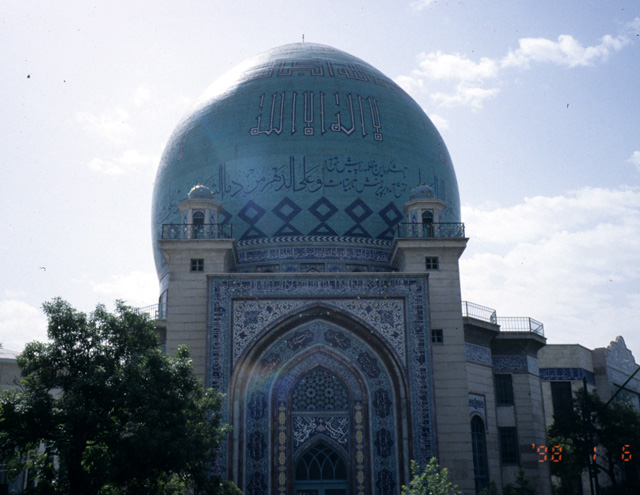
Исламский институт
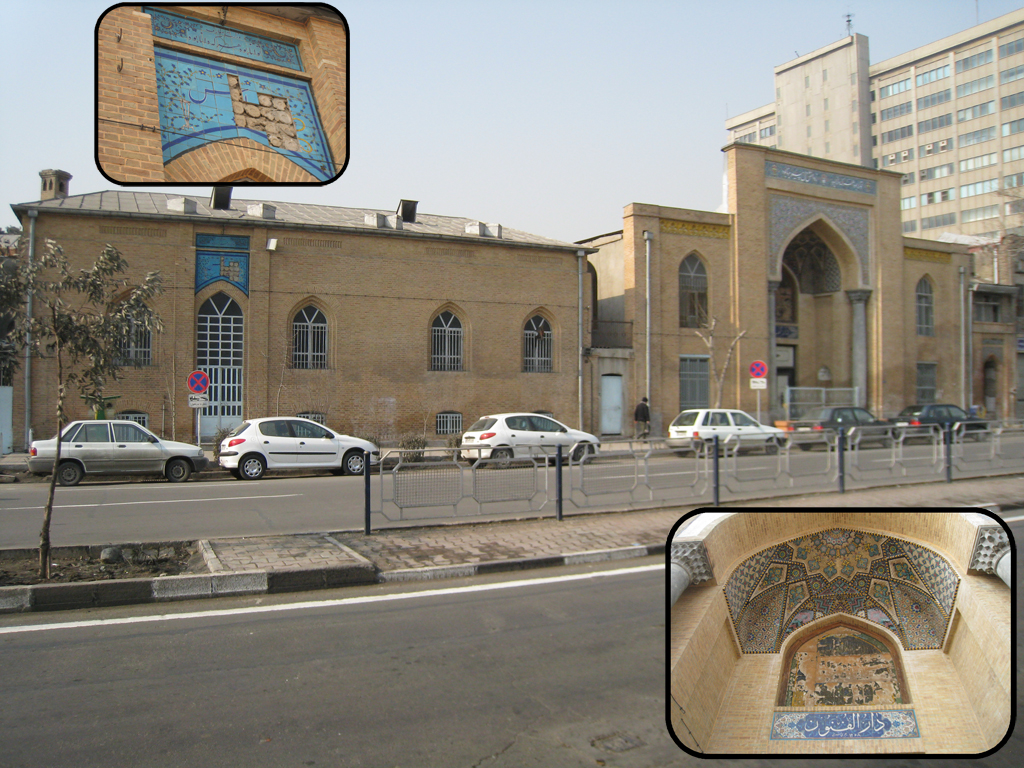
Дар уль-Фунун
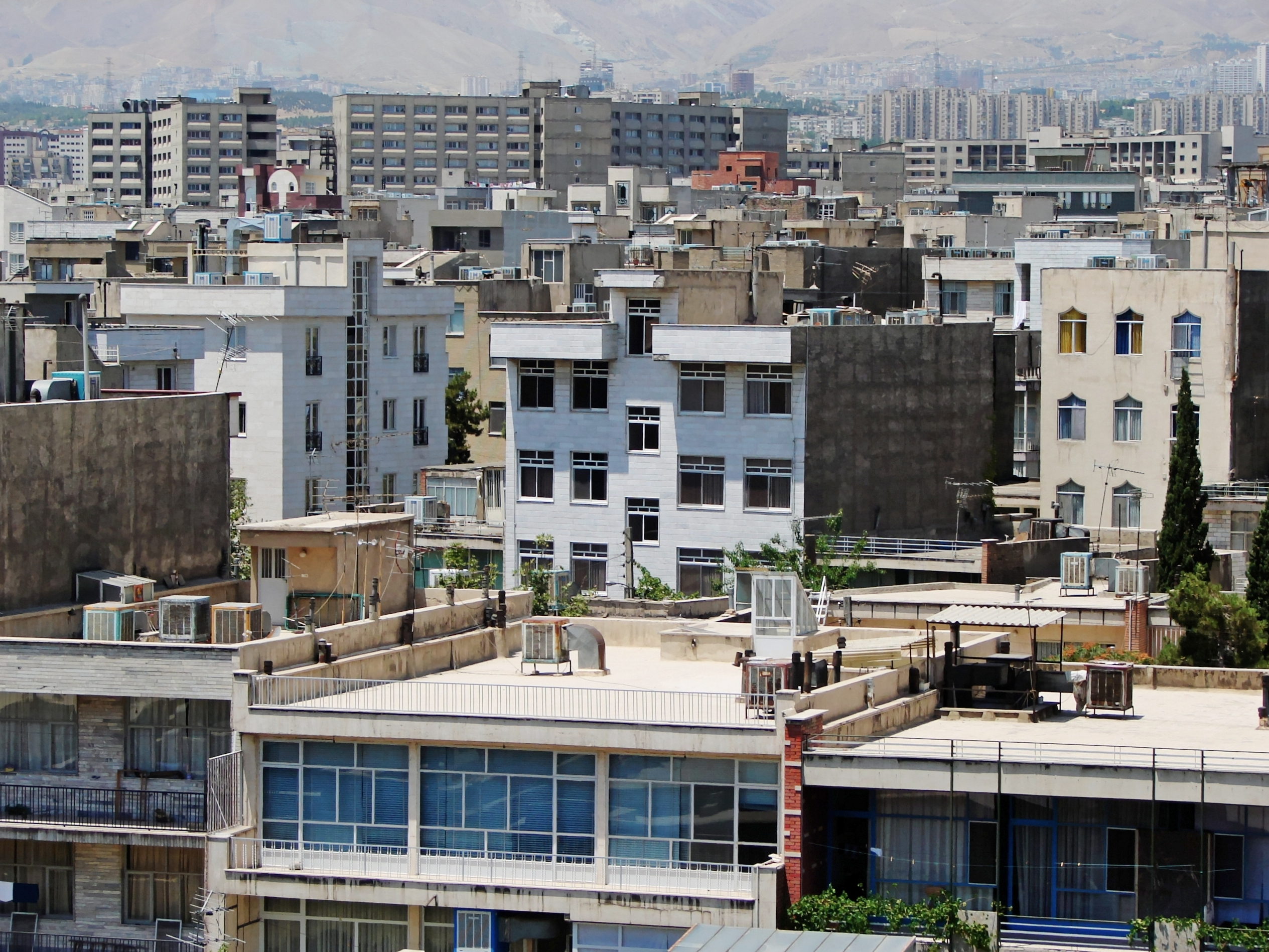
Городская застройка
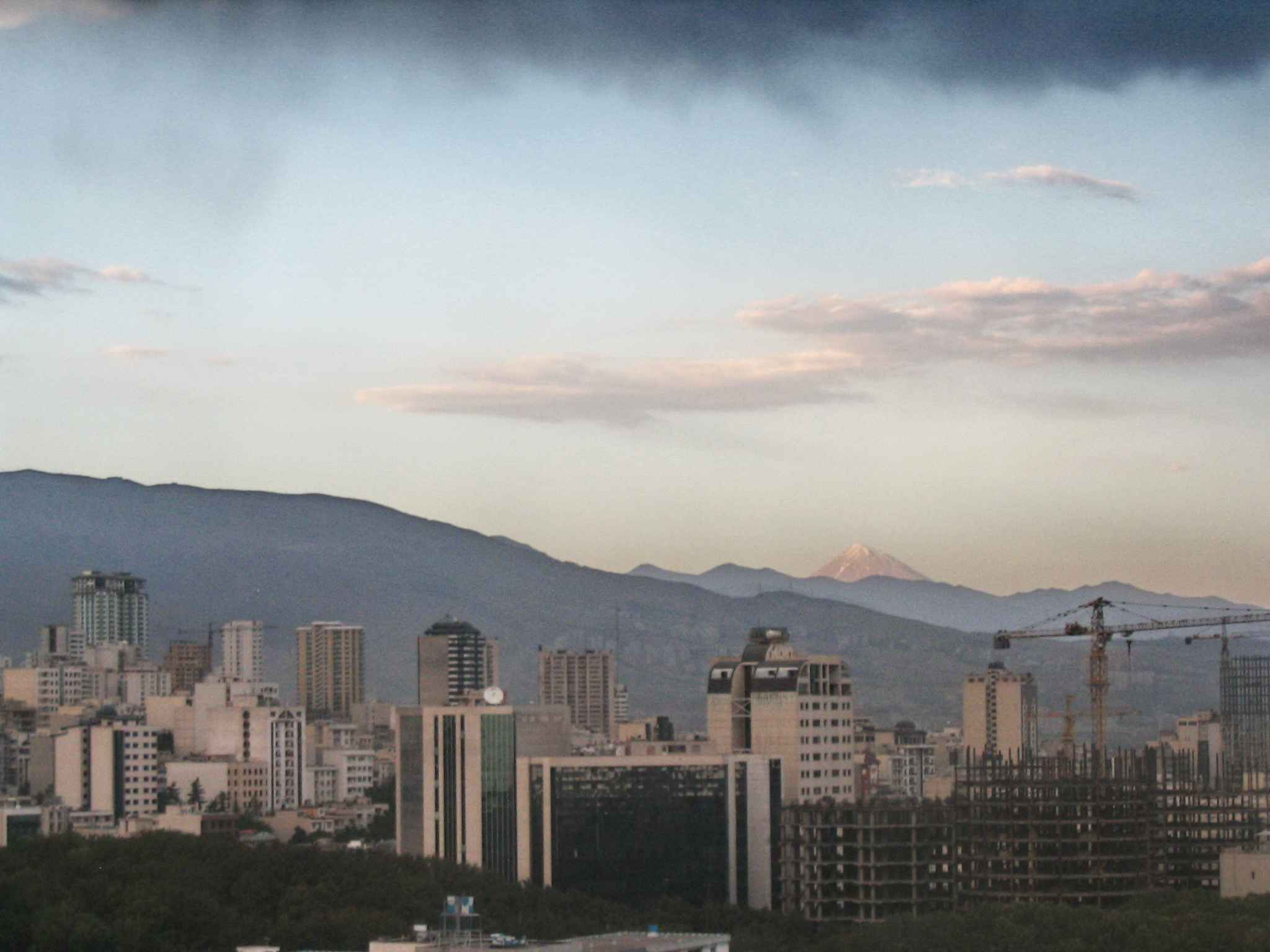
Городская застройка
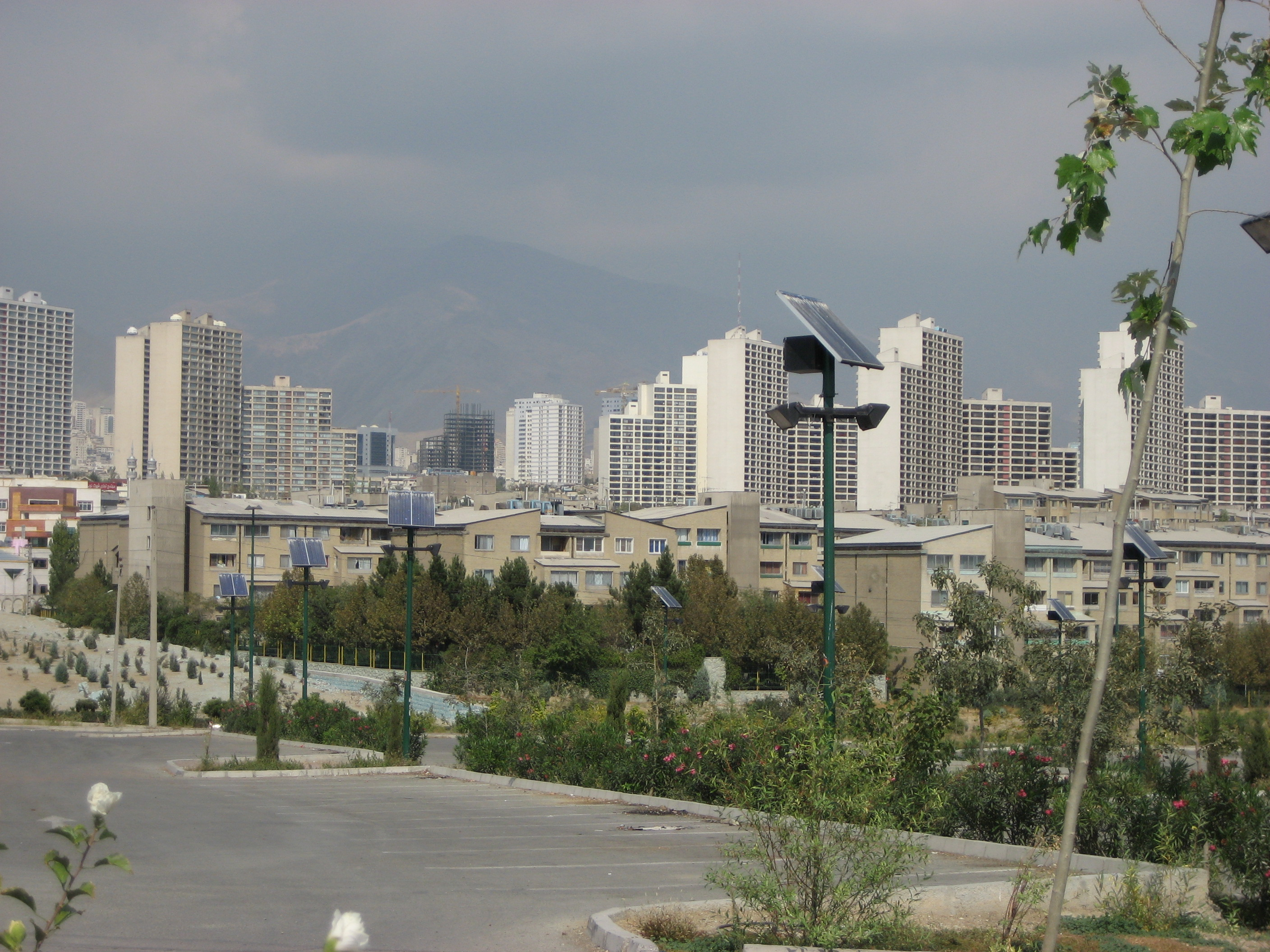
Городская застройка
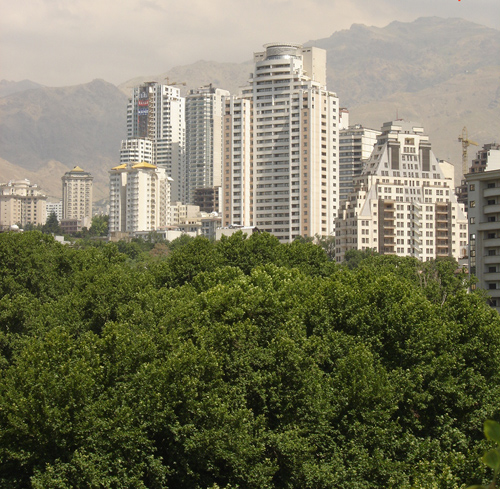
Высотки в Элахийе
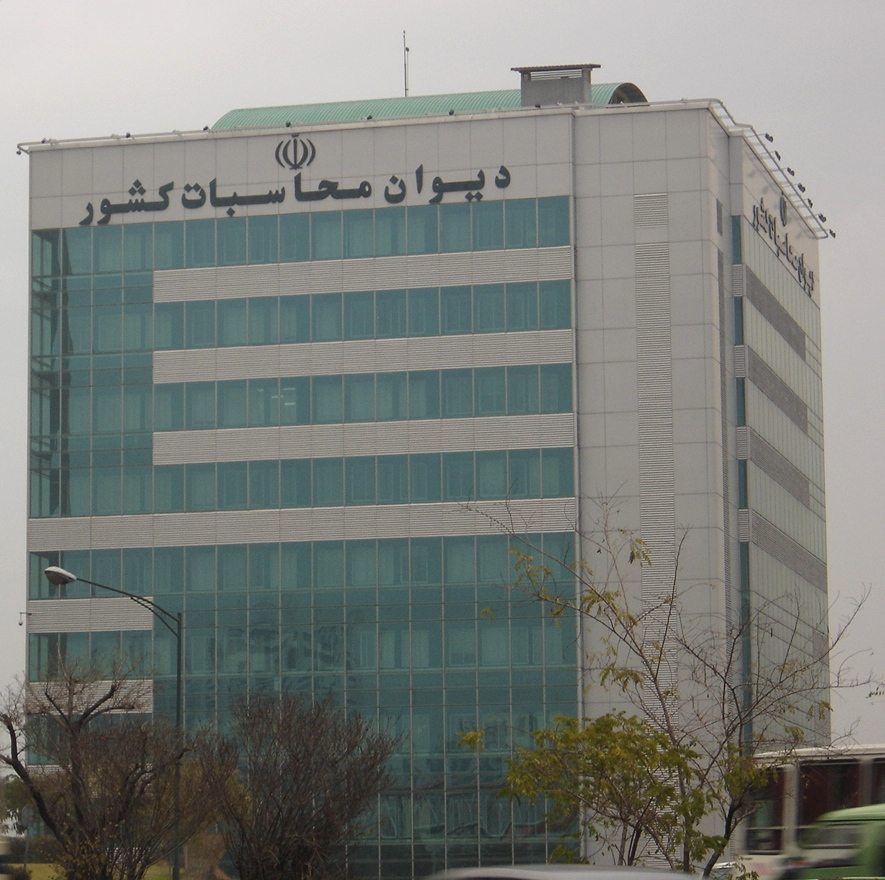
Аудиторский суд
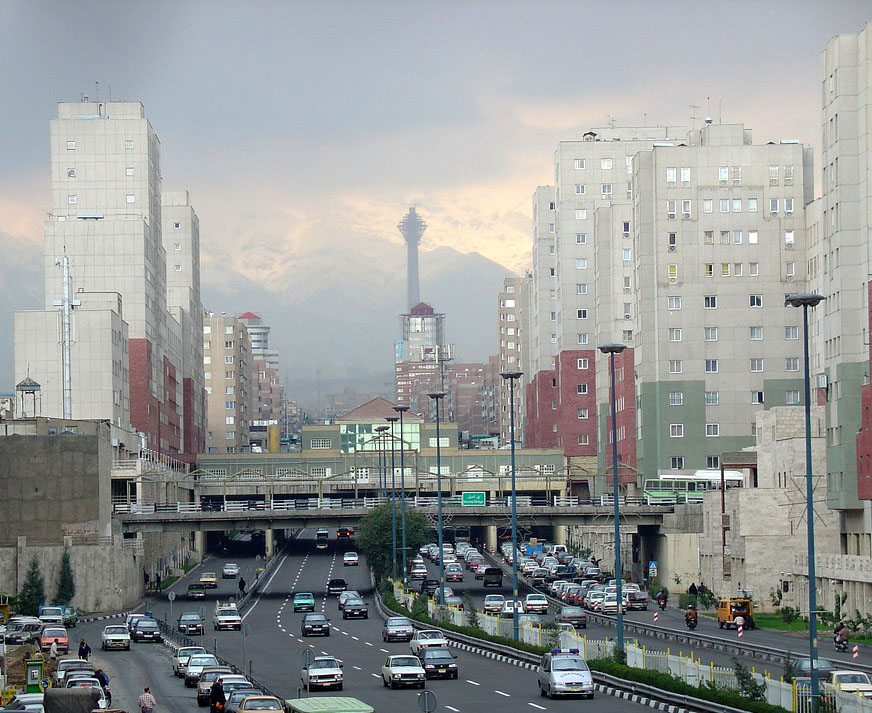
Проспект Наваба Сефеви
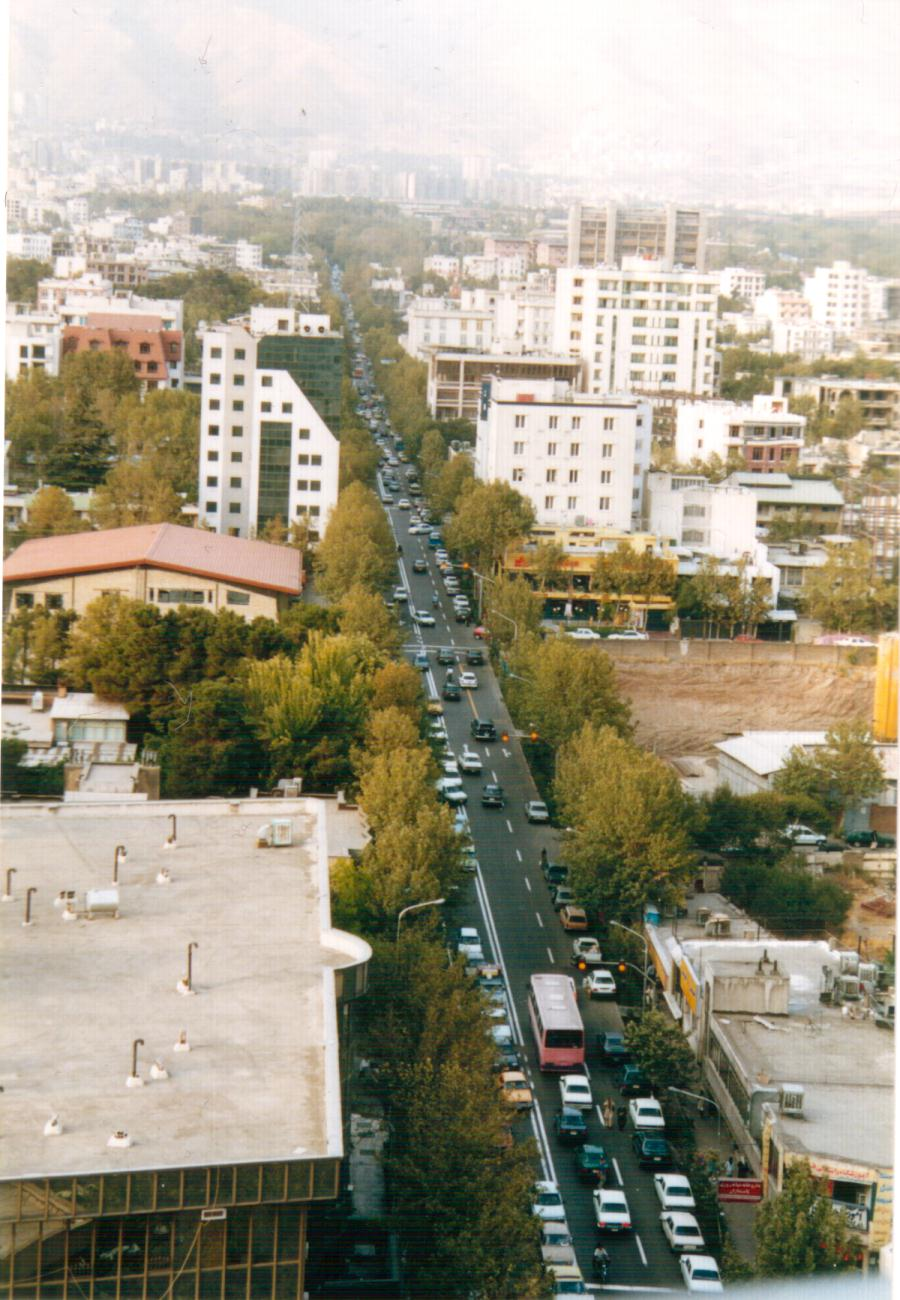
Улица Пасдаран
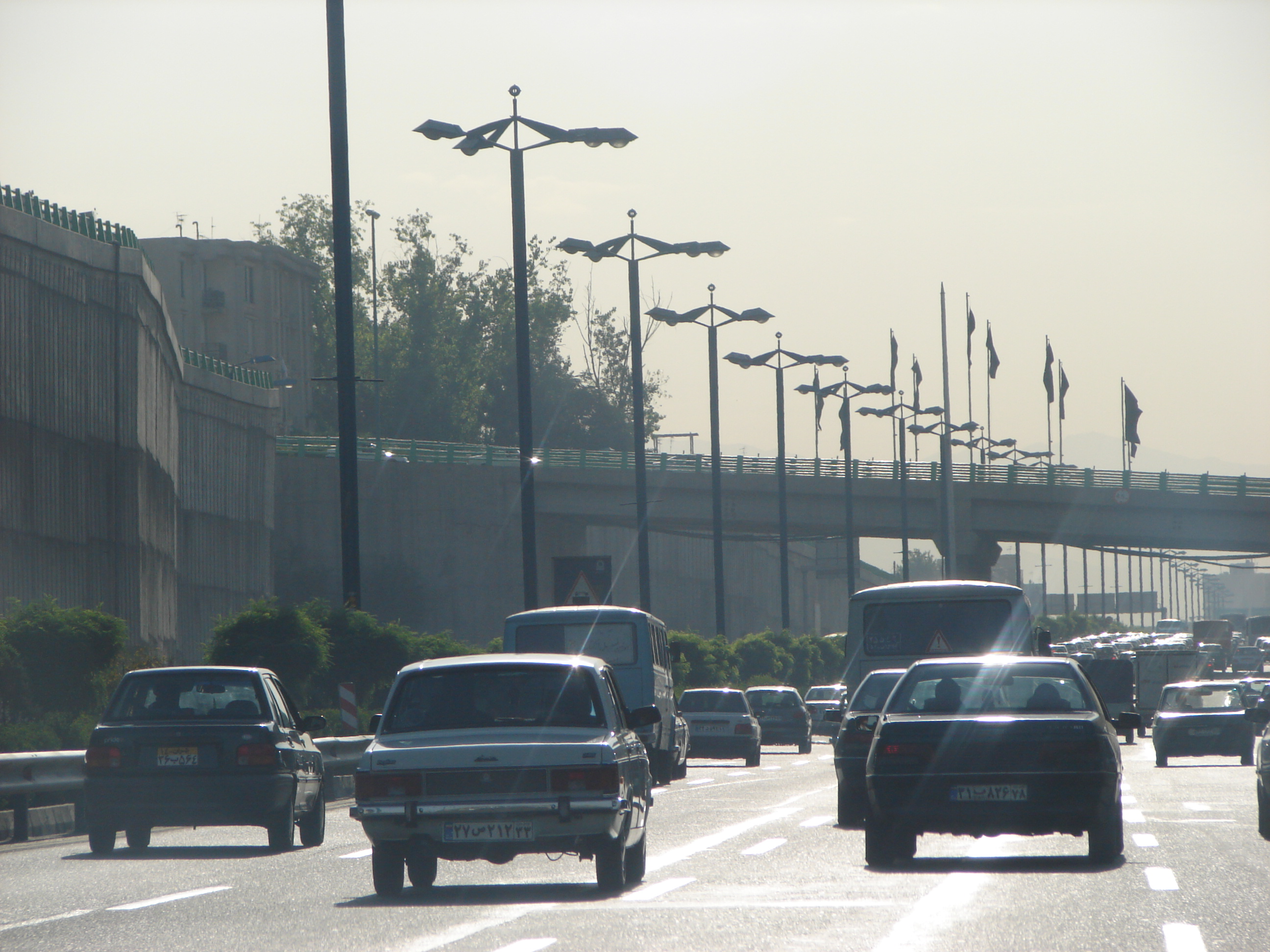
Шоссе Тегеран-Кередж
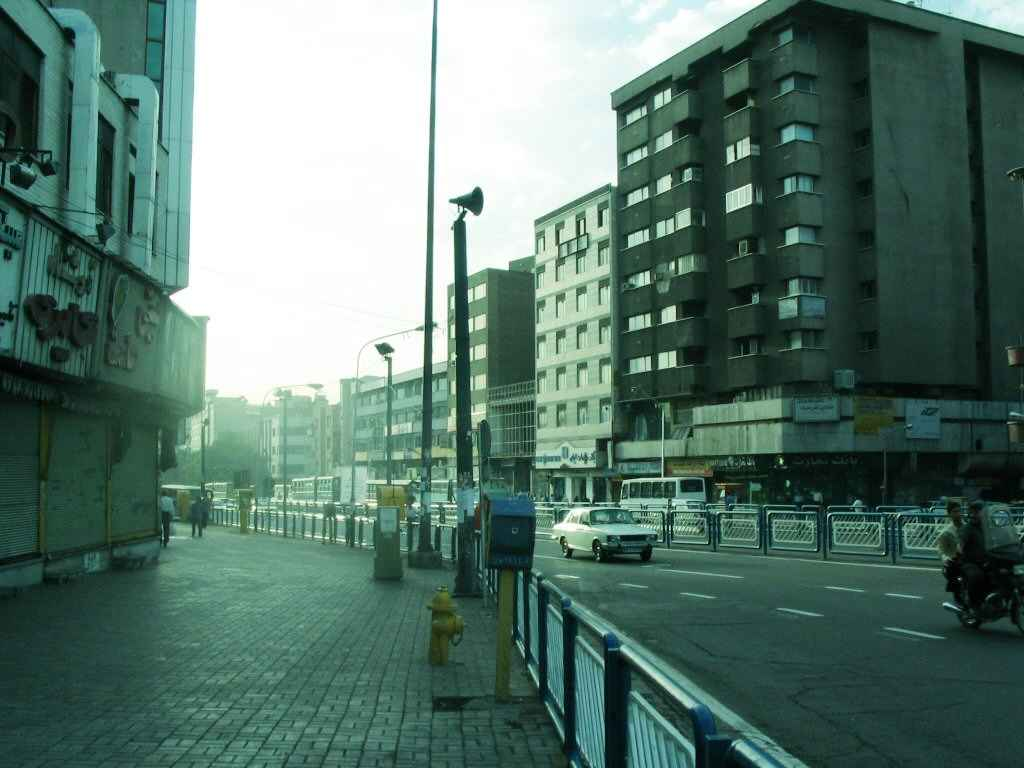
Улица Энгелаб
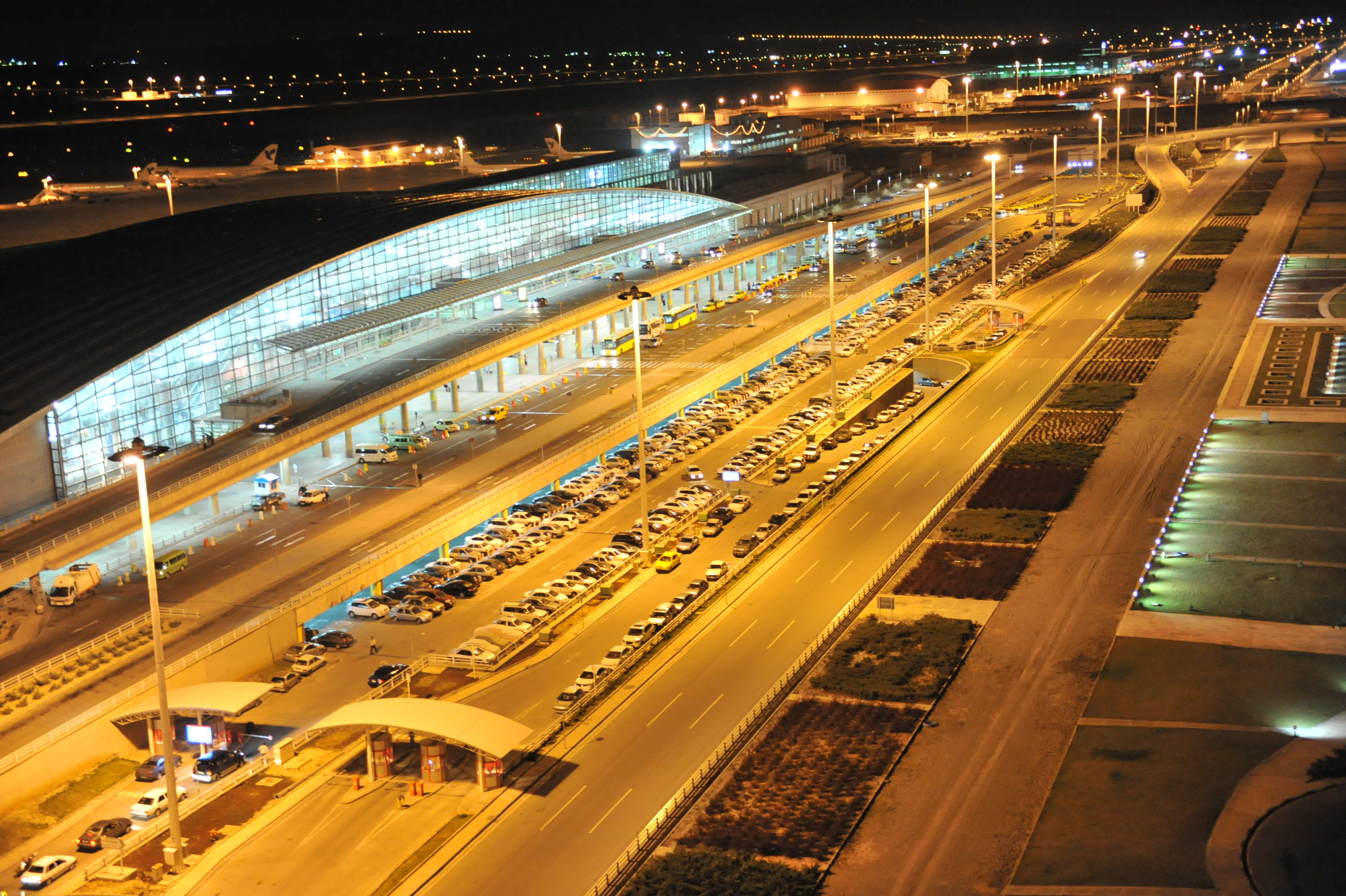
Международный аэропорт имама Хомейни
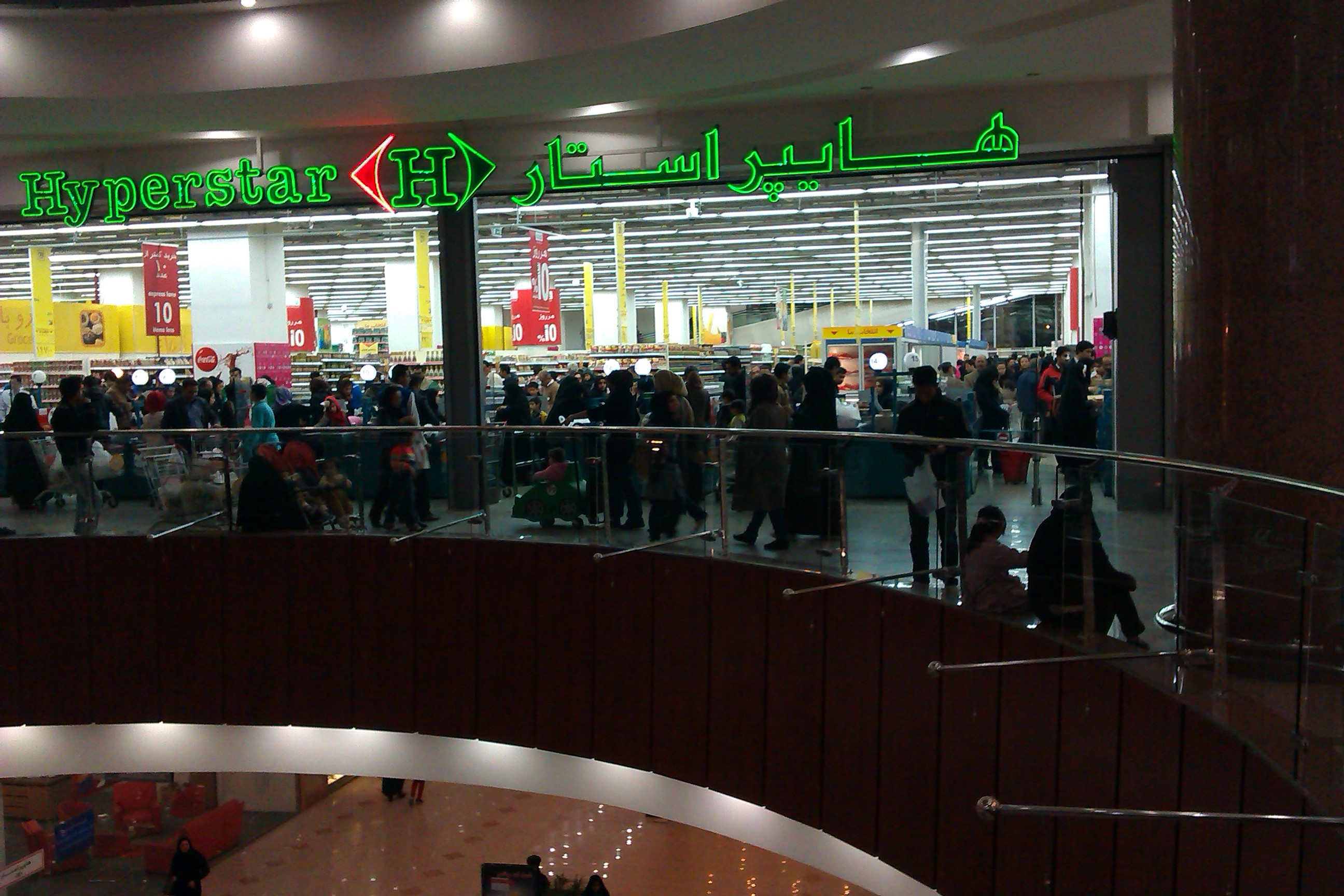
Торговый центр Гиперстар
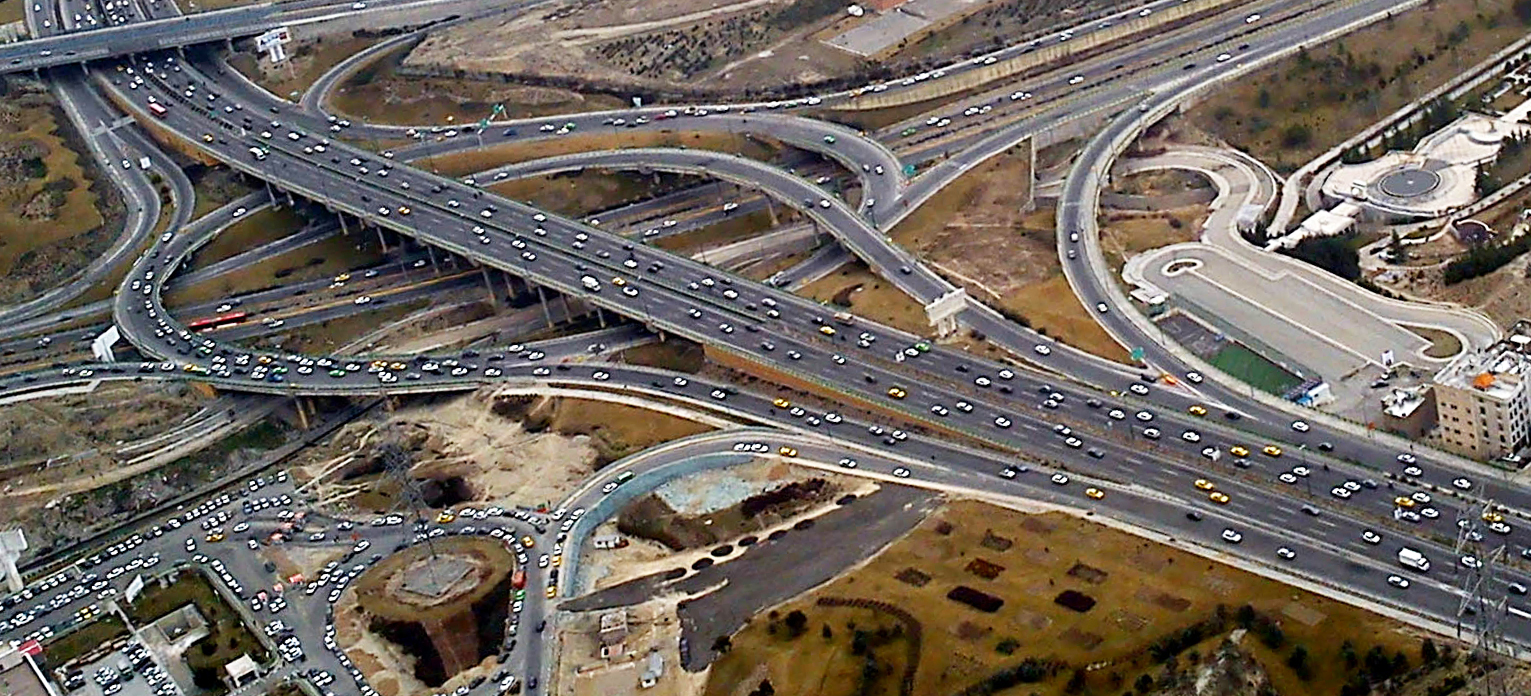
Автомобильные развязки Тегерана